# A Charlie Brown Christmas (Album)

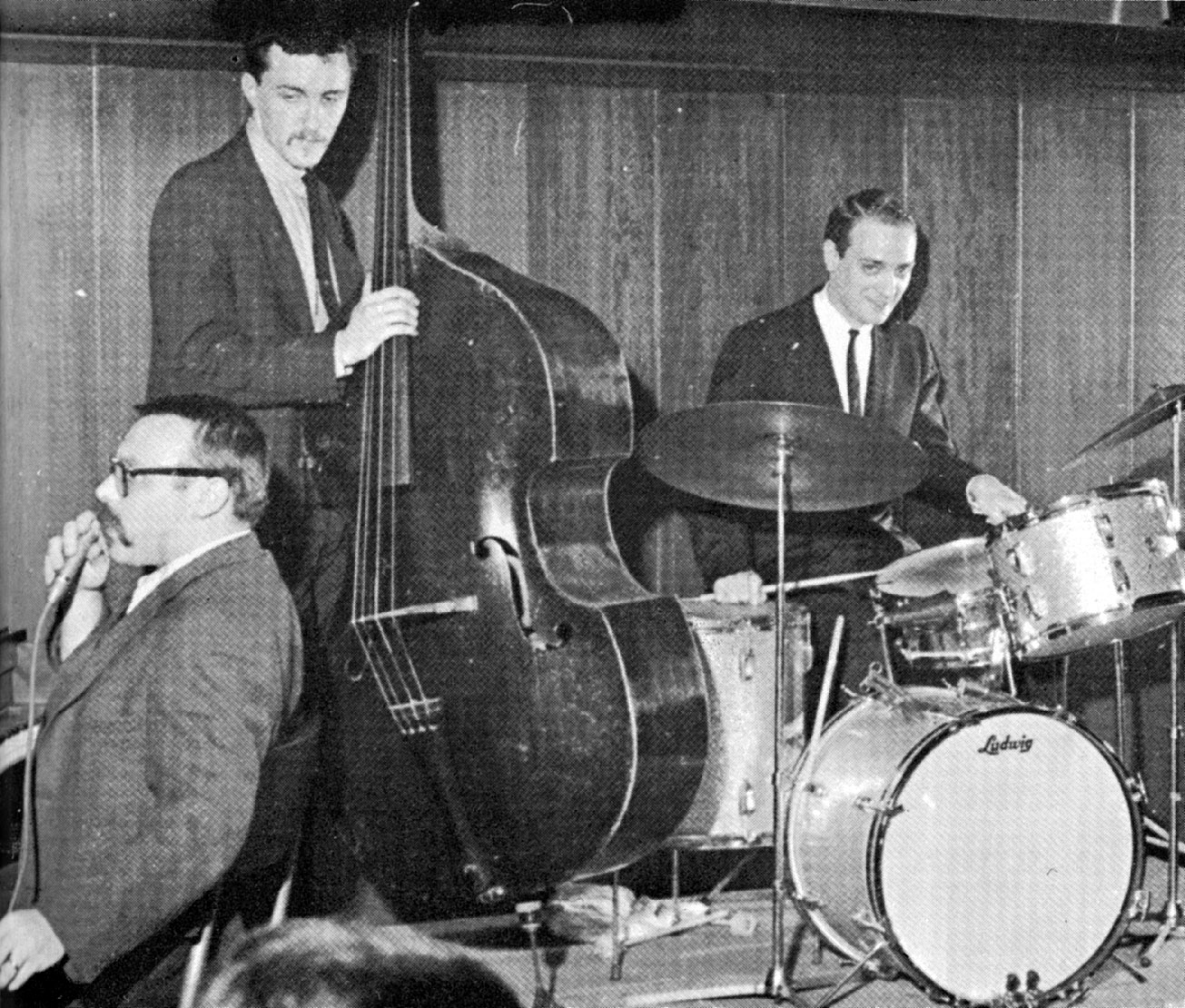
Vince Guaraldi Trio (1963)

A Charlie Brown Christmas ist ein Soundtrack-Album des Vince Guaraldi Trios. Die Filmmusik zu Die Peanuts – Fröhliche Weihnachten wurde im Dezember 1965 von Fantasy Records veröffentlicht. Neben Guaraldis Kompositionen enthält das Album auch mehrere Jazz-Interpretationen von traditionellen Weihnachtsliedern. A Charlie Brown Christmas erfreut sich bis heute großer Beliebtheit und ist seit 2009 regelmäßig in den US-amerikanischen Billboard-Albumcharts vertreten. Bis Mai 2022 hat es sich über fünf Millionen Mal verkauft.

## Hintergrund
A Charlie Brown Christmas umfasst die Filmmusik zu dem am 9. Dezember 1965 ausgestrahlten Fernsehfilm Die Peanuts – Fröhliche Weihnachten. Der Zeichentrickfilm zur Comicserie Peanuts wurde hochgelobt, erzielte hohe Einschaltquoten und erhielt einen Emmy Award. Die Illustration des Albumcovers stammt von Peanuts-Schöpfer Charles M. Schulz.
Die LP kam im Dezember 1965 sowohl als Stereo- als auch Mono-Version auf den Markt. 1986 erschien das Album erstmals auf CD. Seit 1988 ist es mit Bonustracks erhältlich. 2006, 2012 und 2022 wurden Remaster veröffentlicht.
Anlässlich des Record Store Day am 29. November 2019 veröffentlichte das Label Craft Recordings die vier Songs Christmas Time Is Here (Vocal), Skating, Linus and Lucy und Hark, The Herald Angels Sing in begrenzter Stückzahl als 3″-Single.
Am 2. Dezember 2022 brachte Craft die „Super Deluxe Edition“ mit 4 CDs und einer Blu-ray Disc auf den Markt. Neben alternativer Takes enthält die Sammlerausgabe ein neues Remaster in Dolby Atmos. Zeitgleich erschien eine „Deluxe Edition“ mit neuem Remaster und Bonustracks als Doppel-LP und CD.

## Titelliste
Bis auf die gekennzeichneten Ausnahmen stammen alle Kompositionen von Vince Guaraldi.
Seite A
1. O Tannenbaum (Ernst Anschütz) – 5:08
2. What Child Is This (William Chatterton Dix) – 2:25
3. My Little Drum – 3:12
4. Linus and Lucy – 3:06
5. Christmas Time Is Here (Instrumental) – 6:05
Seite B
6. Christmas Time Is Here (Vocal) (Guaraldi, Lee Mendelson) – 6:05
7. Skating – 2:27
8. Hark, The Herald Angels Sing (Felix Mendelssohn Bartholdy, Charles Wesley) – 1:55
9. Christmas Is Coming – 3:25
10. Für Elise (Ludwig van Beethoven) – 1:06
11. The Christmas Song (Mel Tormé, Robert Wells) – 3:17
Bonustracks (CD, 2006)
12. Greensleeves (Traditional) – 5:29
13. Christmas Is Coming (Alternate Take 1) – 4:37
14. The Christmas Song (Alternate Take 3) (Tormé, Wells) – 3:53
15. Greensleeves (Alternate Take 6) (Traditional) – 5:05
16. Christmas Time Is Here (Alternate Vocal Take 5) – 1:34
Bonustracks (CD, 2012)
12. Greensleeves (Traditional) – 5:29
13. Great Pumpkin Waltz – 2:29
14. Thanksgiving Theme – 2:00
Recording Session Highlights (CD/LP, 2022)
12. O Tannenbaum (Take 2) (Anschütz) – 1:01
13. O Tannenbaum (Take 3) (Anschütz) – 0:57
14. Greensleeves (Take 6) (Traditional) – 5:26
15. Linus and Lucy (Take 1) – 3:29
16. Christmas Time Is Here (Instrumental Take 1) – 2:37
17. Christmas Time Is Here (Vocal Rehearsal) – 0:24
18. Christmas Time Is Here (Vocal Take 4) – 1:31
19. Skating (Take 1) – 4:20
20. Jingle Bells (Takes 1-4) (James Lord Pierpont) – 1:59
21. Christmas Is Coming (Take 3) – 3:46
22. Christmas Is Coming (Take 3) – 3:04
23. Für Elise (Takes 1-2) (Beethoven) – 1:51
24. The Christmas Song (Take 8) – 1:50

## Besetzung
- Vince Guaraldi – Piano, Hammondorgel („Hark! The Herald Angels Sing“), Arrangement
- Fred Marshall – Kontrabass
- Jerry Granelli – Schlagzeug
- Monty Budwig – Kontrabass („Greensleeves“)
- Colin Bailey – Schlagzeug („Greensleeves“)
- Chuck Bennett – Posaune („Thanksgiving Theme“)
- Mike Clark – Schlagzeug („Thanksgiving Theme“)
- Tom Harrell – Trompete („Thanksgiving Theme“)
- Seward McCain – Kontrabass („Thanksgiving Theme“)
- John Gray – Gitarre („Great Pumpkin Waltz“)
- Mannie Klein – Trompete („Great Pumpkin Waltz“)

## Rezeption
Rolling Stone wählte A Charlie Brown Christmas auf Platz 4 der 25 besten Weihnachtsalben aller Zeiten. Billboard kürte es zum besten Weihnachtsalbum aller Zeiten.

„Nun bringt die Musik des 1976 verstorbenen Vince Guaraldi bereits über fünfzig Jahre Kindern unterschwellig den Jazz nah. Damit hat der Pianist wahrscheinlich mehr Menschen erreicht und an das Genre herangeführt als Miles Davis, John Coltrane und Nina Simone zusammen. Auch wenn diese ihre Musikrichtung immer wieder aufbrachen und weiter entwickelten, prägt uns nichts so sehr wie unsere Kindheit. Folgerichtig nimmt A Charlie Brown Christmas nach Davis Kind of Blue den zweiten Platz der meistverkauften Jazz-Platten ein. Tendenz mit jeder Wiederholung steigend.“

Das Album wurde 2007 in die Grammy Hall of Fame und 2011 in die National Recording Registry der Library of Congress aufgenommen.

## Kommerzieller Erfolg

### Chartplatzierungen
| Periode   | Höchstplatzierung, GesamtwochenChartplatzierungen (Periode, Platzierungen, Wochen) | Höchstplatzierung, GesamtwochenChartplatzierungen (Periode, Platzierungen, Wochen) |
| Periode   | CH                                                                                 | US                                                                                 |
| --------- | ---------------------------------------------------------------------------------- | ---------------------------------------------------------------------------------- |
| 2009/10   | —                                                                                  | US79 (6 Wo.)US                                                                     |
| 2010/11   | —                                                                                  | US30 (8 Wo.)US                                                                     |
| 2011/12   | —                                                                                  | US23 (8 Wo.)US                                                                     |
| 2012/13   | —                                                                                  | US50 (7 Wo.)US                                                                     |
| 2013/14   | —                                                                                  | US24 (7 Wo.)US                                                                     |
| 2014/15   | —                                                                                  | US51 (7 Wo.)US                                                                     |
| 2015/16   | —                                                                                  | US39 (8 Wo.)US                                                                     |
| 2016/17   | —                                                                                  | US33 (7 Wo.)US                                                                     |
| 2017/18   | —                                                                                  | US26 (6 Wo.)US                                                                     |
| 2018/19   | —                                                                                  | US16 (7 Wo.)US                                                                     |
| 2019/20   | —                                                                                  | US13 (9 Wo.)US                                                                     |
| 2020/21   | —                                                                                  | US10 (9 Wo.)US                                                                     |
| 2021/22   | —                                                                                  | US6 (10 Wo.)US                                                                     |
| 2022/23   | —                                                                                  | US8 (8 Wo.)US                                                                      |
| 2023/24   | —                                                                                  | US12 (8 Wo.)US                                                                     |
| 2024/25   | CH91 (1 Wo.)CH                                                                     | US11 (9 Wo.)US                                                                     |
| Insgesamt | CH91 (1 Wo.)CH                                                                     | US6 (124 Wo.)US                                                                    |

| ChartsJahrescharts (2011)      | Platzierung |
| ------------------------------ | ----------- |
| Vereinigte Staaten (Billboard) | 188         |

| ChartsJahrescharts (2012)      | Platzierung |
| ------------------------------ | ----------- |
| Vereinigte Staaten (Billboard) | 175         |

| ChartsJahrescharts (2014)      | Platzierung |
| ------------------------------ | ----------- |
| Vereinigte Staaten (Billboard) | 182         |

| ChartsJahrescharts (2020)      | Platzierung |
| ------------------------------ | ----------- |
| Vereinigte Staaten (Billboard) | 198         |

| ChartsJahrescharts (2021)      | Platzierung |
| ------------------------------ | ----------- |
| Vereinigte Staaten (Billboard) | 184         |

| ChartsJahrescharts (2022)      | Platzierung |
| ------------------------------ | ----------- |
| Vereinigte Staaten (Billboard) | 173         |

| ChartsJahrescharts (2023)      | Platzierung |
| ------------------------------ | ----------- |
| Vereinigte Staaten (Billboard) | 184         |